# 补花毡

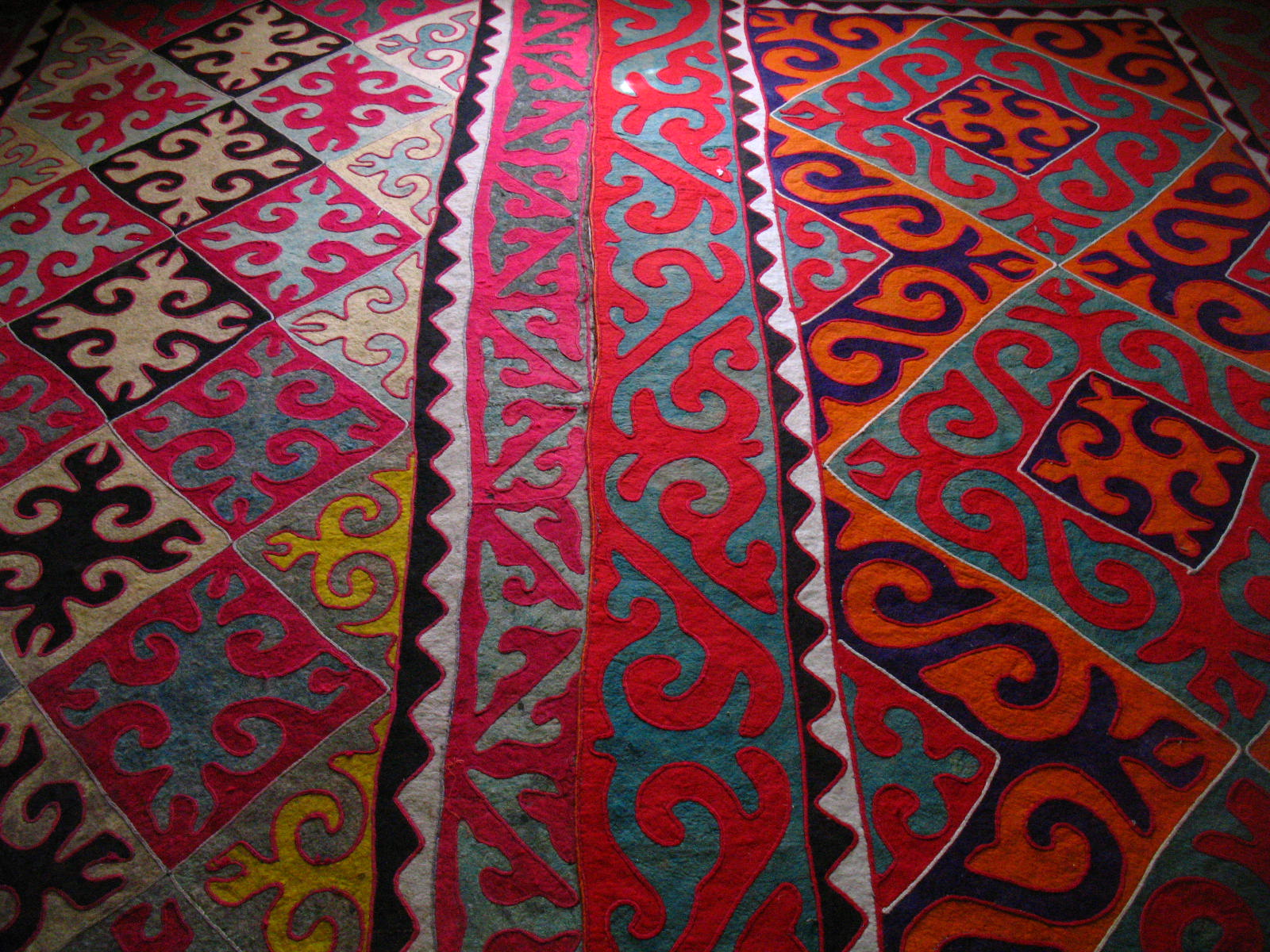
吉尔吉斯斯坦阿克西区某户家庭地板上的花毡

补花毡，维吾尔语和柯尔克孜语称为“西尔达克”，哈萨克语称为“斯尔玛克”，是中亚各民族（包括维吾尔族、哈萨克族、柯尔克孜族等）的传统手工制毡。制作工艺为用彩色布套剪成羊角、鹿角、骨、树枝、云等纹样缝绣在毡上，正反对补。制作流程相较其它种类的花毡简单，因此在游牧民族内很流行。